# اتفاق بيترسبرغ

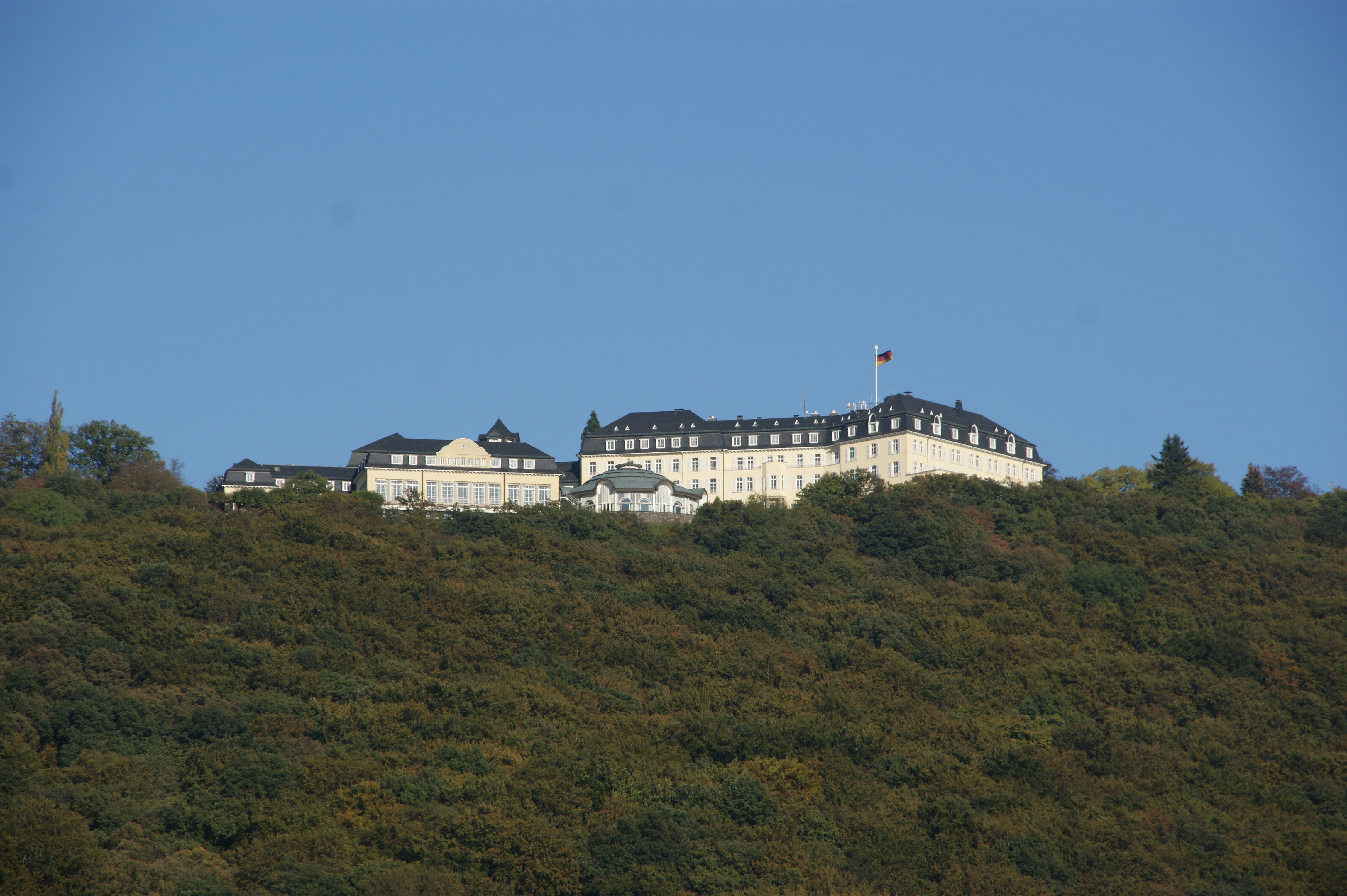
فندق بيترسبرغ بالقرب من بون

اتفاقية بيترسبرغ هي معاهدة دولية تمدد حقوق الحكومة الفيدرالية لجمهورية ألمانيا الاتحادية (ألمانيا الغربية) تجاه القوات المحتلة لكل من بريطانيا وفرنسا والولايات المتحدة، ويُنظر إليها على أنها الخطوة الرئيسية الأولى من جمهورية بون نحو السيادة. وقعها مستشار ألمانيا الغربية كونراد أديناور والمفوض السامي للحلفاء برايان هوبرت روبرتسون (بريطانيا) وأندريه فرانسوا بونسيت (فرنسا) وجون ج. ماكلوي (الولايات المتحدة الأمريكية) في 22 نوفمبر 1949. كان فندق بيترسبرغ، بالقرب من بون، في ذلك الوقت مقر المفوض السامي ومكان التوقيع. كان أول تعديل للنظام الأساسي للاحتلال.

## الموضوعات الرئيسية للاتفاقية
- تم السماح لألمانيا الغربية بالانضمام إلى مجلس أوروبا كعضو منتسب.
- وافقت ألمانيا الغربية على توقيع اتفاقية ثنائية مع الولايات المتحدة بشأن مساعدات خطة مارشال. (انظر القسم التالي)
- وافقت ألمانيا الغربية على إرسال مندوبين إلى الهيئة الدولية للرور، وقبول بعض السيطرة الدولية بشكل فعال على منطقة الرور. (انظر القسم التالي)
- وافقت ألمانيا الغربية على أن تظل منزوعة السلاح، بدون قوات مسلحة من أي نوع، وأن تدعم عمل سلطات الاحتلال في هذا الصدد.
- سمح لألمانيا الغربية بالانخراط في التجارة الدولية، وكذلك سُمح لألمانيا الغربية بإقامة علاقات قنصلية. (لا يزال إنشاء مكتب الخارجية محظورًا)
- وافقت ألمانيا الغربية على اتباع مبادئ الحرية والتسامح والإنسانية ومنع أي إحياء للجهود الشمولية.
- وافقت ألمانيا الغربية على تنفيذ تشريع من أجل إلغاء التجميع وفقًا لقانون الاحتلال.
- سُمح لألمانيا الغربية ببناء سفن تعمل في المحيط ذات قدرات محدودة.
- تم تعديل برنامج التفكيك الصناعي عن طريق إزالة عدد محدد من المنشآت الصناعية من قائمة التفكيك.
- ولوحظ طلب ألمانيا الغربية إنهاء حالة الحرب، لكنه لم يُمنح.

## السياق
تعرض أديناور لانتقادات شديدة في البرلمان لتوقيعه على الاتفاقية، خاصة بسبب قضية الرور.

تأسست الهيئة الدولية للرور في 28 أبريل 1949. من أصل 15 صوتًا، تم تخصيص 3 أصوات للدولة الألمانية، على الرغم من أن ممثل سلطة الاحتلال قد صوت ككتلة. من خلال الموافقة على الانضمام إلى مجلس مراقبة السلطة، حصلت ألمانيا الغربية على هذه الأصوات الثلاثة، لكنها قبلت أيضًا سيطرة السلطة على المركز الصناعي الرئيسي في ألمانيا الغربية. في النقاش التالي في البرلمان، صرح أديناور: 
 أخبرني الحلفاء أن التفكيك لن يتوقف إلا إذا استوفيت رغبة الحلفاء في تحقيق الأمن، هل يريد الحزب الاشتراكي أن يستمر التفكيك إلى النهاية المريرة؟  
 ورد زعيم المعارضة كورت شوماخر بتسمية أديناور «مستشار الحلفاء».
كانت أول معاهدة مع قوة أجنبية سمح لألمانيا الغربية بتوقيعها هي اتفاقية خطة مارشال التي لا تحظى بشعبية والمحددة في المعاهدة. تحت ضغط الولايات المتحدة، تم الاتفاق أيضا في القانون الاتحادي. على الرغم من أنها أعطت الألمان حرية أكبر في كيفية إنفاق الأموال، إلا أنها منحت الولايات المتحدة صلاحيات أكبر للتدخل في الشؤون الاقتصادية الألمانية، بالإضافة إلى مطالبة ألمانيا الغربية بدعم برلين الغربية التي كانت تحت الاحتلال وليس جزءًا من ألمانيا الغربية. كما فرضت المعاهدة تسليم البضائع من ألمانيا إلى الولايات المتحدة التي تنقصها الإمدادات في الولايات المتحدة 
نصت المعاهدة على أنه لأسباب عملية لا يمكن إنهاء حالة الحرب مع ألمانيا كما طلب الألمان. وفقًا للصحافة، تم الحفاظ على حالة الحرب لأن «الولايات المتحدة تريد الإبقاء على أساس قانوني للاحتفاظ بقوة أمريكية في ألمانيا الغربية».
في عام 1952، ذهب أعضاء البرلمان الألماني إلى المحكمة للطعن في شرعية الاتفاقية.

## روابط خارجية
- حكم المحكمة تم الطعن في شرعية توقيع الاتفاق.
- نص الاتفاق
- اتفاقية بيترسبرغ (بالألمانية)
- رسالة للمسيو شومان من السيد بيفن (30 أكتوبر 1949) في هذه الرسالة إلى نظيره الفرنسي، يقترح روبرت شومان، وزير الخارجية البريطاني، إرنست بيفن، إعادة النظر في سياسة تفكيك الحلفاء في المناطق المحتلة.